# اصل کیهان‌شناختی

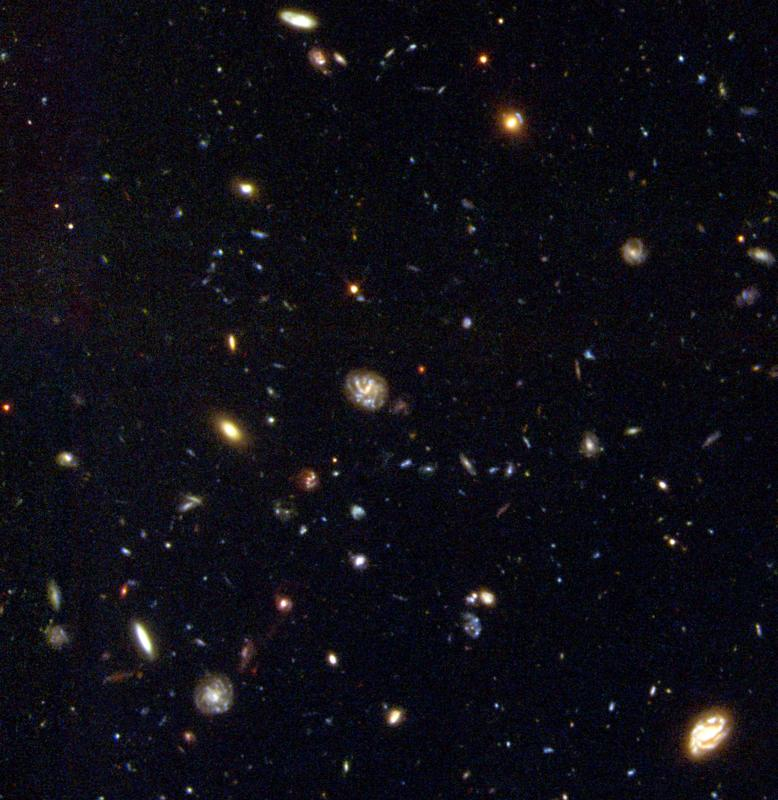
تصویری از بخش کوچک آسمان که با چشم غیرمسلح نوری دیده نمی شود. عکس برداری توسط تلسکوپ هابل

در کیهان‌شناسی، اصل کیهان‌شناختی اصلی است که روی بسیاری از نظریه‌های ممکن در کیهان‌شناسی قیدهای سختی می‌گذارد. این اصل از رصد کیهان در مقیاس‌های بزرگ به دست آمده است و می‌گوید:
در مقیاس‌های فضایی بزرگ، گیتی، همگن و همسانگرد است.
یا به زبان ساده، همه جای گیتی در مقیاس‌های به اندازه کافی بزرگ مانند هم است. همگن و همسانگرد بودن گیتی ایجاب می‌کند که زمین جایگاه ویژه‌ای در آن ندارد (اصل کپرنیکی را ببینید) و در مقیاس‌های خیلی بزرگ، گیتی یکنواخت است.
سنگ‌بنای کیهان‌شناسی نوین بر این باور استوار است که «مکان ما در گیتی به هیچ عنوان ویژه نیست». این باور به اصل کیهان‌شناختی معروف است و یک ایده‌ی قدرتمند و در عین حال ساده به‌حساب می‌آید. جالب این است که برای مدتی طولانی از تاریخ تمدن بشر، تصور بر این بود که ما موقعیتی بسیار ویژه در این گیتی داریم و معمولاً خودمان را در مرکز گیتی می‌پنداشتیم.

### کتابشناسی
- لیدل، اندرو. آشنایی با کیهان‌شناسی نوین. ترجمهٔ غلامرضا شاه‌علی. شیراز: انتشارات شاهچراغ. شابک ۹۷۸-۹۶۴-۲۶۳۲-۷۶-۳.

- John D. Barrow, Frank J. Tipler, John A. Wheeler, The Anthropic Cosmological Principle, Oxford University Press, 1988. ISBN 0-19-282147-4, ISBN 978-0-19-282147-8